# Curicta scorpio
Curicta scorpio är en insektsart som beskrevs av Carl Stål 1862. Curicta scorpio ingår i släktet Curicta och familjen vattenskorpioner. Inga underarter finns listade i Catalogue of Life.